# Gerrit Voorting
Gerardus Petrus (Gerrit) Voorting (Velsen, 18 januari 1923 – Heemskerk, 30 januari 2015) was een Nederlands wielrenner, die in 1948 namens zijn vaderland deelnam aan de Olympische Spelen in Londen. Daar won hij de zilveren medaille bij de individuele wegwedstrijd.

## Carrière
Hij behoorde met Wim van Est en Wout Wagtmans tot de generatie die de Ronde van Frankrijk in Nederland populair maakte. In 1956 en 1958 droeg hij de gele trui en behaalde hij twee etappezeges. De Ronde van Frankrijk 1955 moest hij verlaten wegens een gebroken dijbeen.
Zijn broer Adri was ook een bekend coureur.

## Belangrijkste overwinningen
1948
Ronde van Midden-Nederland
1952
6e etappe Ronde van Nederland
1953
4e etappe Ronde van Frankrijk
1954
Acht van Chaam
1957
7e en 8e etappe Ronde van Nederland
1958
Grote 1 Mei-Prijs
2e etappe Ronde van Nederland
2e etappe Ronde van Frankrijk

## Resultaten in voornaamste wedstrijden
| Jaar | Ronde van Italië | Ronde van Frankrijk | Ronde van Spanje |
| ---- | ---------------- | ------------------- | ---------------- |
| 1950 |                  | opgave              |                  |
| 1951 |                  | opgave              |                  |
| 1952 |                  | 22e                 |                  |
| 1953 |                  | 17e (1)             |                  |
| 1954 | 7e               | 17e                 |                  |
| 1955 | 31e              | opgave              |                  |
| 1956 |                  | 11e                 |                  |
| 1957 | 24e              | 29e                 |                  |
| 1958 |                  | 47e (1)             |                  |
| 1959 |                  | opgave              |                  |

| Jaar | Milaan-San Remo | Gent-Wevelgem | Ronde van Vlaanderen | Parijs-Roubaix | Luik-Bast.‑Luik | Waalse Pijl |  | WK op de weg |
| ---- | --------------- | ------------- | -------------------- | -------------- | --------------- | ----------- |  | ------------ |
| 1950 |                 |               |                      |                |                 |             |  |              |
| 1951 |                 |               |                      |                |                 |             |  | 5e           |
| 1952 |                 | 11e           |                      |                |                 |             |  | 10e          |
| 1953 | 77e             |               |                      |                |                 |             |  | 20e          |
| 1954 |                 | 16e           |                      | 21e            | 20e             | 20e         |  |              |
| 1955 |                 | 17e           |                      | 47e            |                 |             |  |              |
| 1956 |                 | 16e           |                      |                |                 |             |  | 7e           |
| 1957 |                 | 44e           | 21e                  | 32e            |                 |             |  |              |
| 1958 |                 |               |                      |                | 21e             |             |  |              |
| 1959 |                 |               | 32e                  |                |                 | 16e         |  |              |